# علم البيئة التجمعي

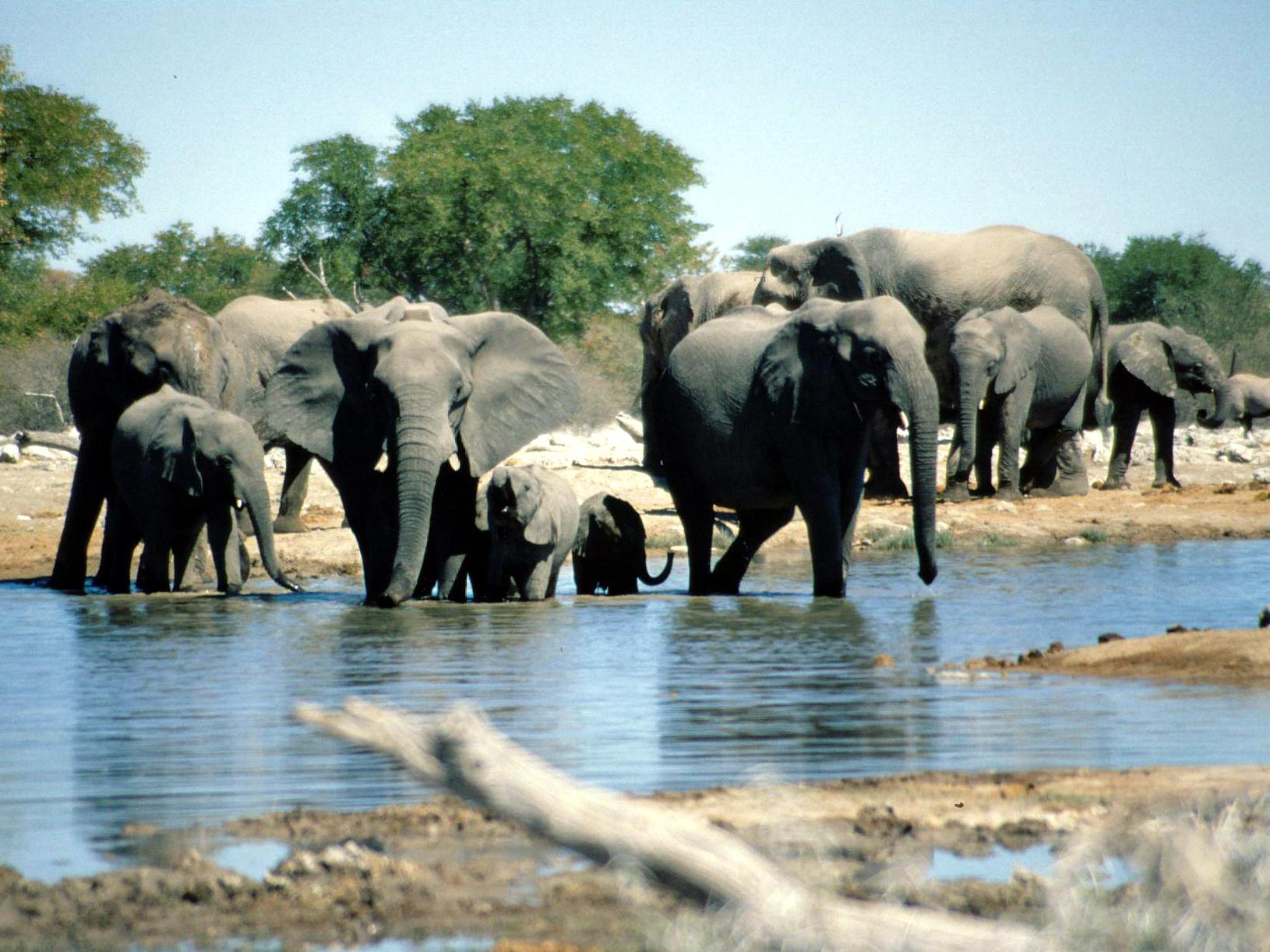

علم البيئة التجمعي أو المجموعي Population ecology أحد الفروع الأساسية من علم البيئة، يتعامل مع تحركات (ديناميكا) التجمعات للأنواع الحية species (أي تجمع نوع واحد من الأحياء)أي علاقات هذه التجمعات مع بعضها، وكيف تتفاعل هذه التجمعات (المجموعات) مع بيئتها.
المصطلح القديم «علم البيئة النوعي» (الفردي أو الذاتي) autecology يشير إلى نفس الفرع نوعا ما حيث كان يهتم بدراسة نوع حي مفرد بعينه في علاقاته مع البيئة، في المقابل لدينا علم البيئة الجماعي أو ما يدعى بعلم البيئة المتواقت synecology وهي دراسة مجموعات مختلفة من الحياء في علاقتها مع البيئة التي تعيش فيها.
بالنسبة لاودوم Odum فهو يعتبر أن علم البيئة المتواقت synecology يجب أن يقسم إلى علم بيئة تجمعي population ecology وعلم بيئة جماعي community ecology، وعلم بيئة النظام البيئي ecosystem ecology، معرفا علم البيئة الفردي autecology على أنه علم بيئة الأنواع "species ecology". بجميع الأحوال فإن معظم البيولوجيين يعتبرون التجمع population للنوع الحي هو أهم مستوى من مستويات التنظيم الحيوي عند الأنواع، لأنه عند هذا المستوى يكون مجمع مورثات النوع species gene pool متماسكة ومترابطة.

## اقرأ أيضا
- نموذج النمو المالثوسي